# Federação Internacional de Jornalistas
A Federação Internacional de Jornalistas (FIJ ou IFJ, na sigla em inglês) é uma federação mundial de sindicatos de jornalistas - atualmente, a maior do mundo. Também é uma entidade dedicada à promoção da liberdade de imprensa, direitos humanos, direitos trabalhistas, democracia e combate à corrupção e à pobreza.
A FIJ foi fundada em 1926 e re-lançada duas vezes: em 1946 e 1952. Na época da Guerra Fria (1945-1989), a FIJ era a entidade que defendia os interesses dos jornalistas de países capitalistas, contra a Organização Internacional dos Jornalistas, que abrigava os sindicatos de países socialistas. Atualmente, a FIJ representa cerca de 500.000 membros em mais de 100 países. A sede da entidade fica em Bruxelas, na Bélgica.
A FIJ alega "não aderir a nenhum ponto de vista político específico" mas também declara ser "a organização que dá voz aos jornalistas dentro (...) do movimento sindical internacional" .
A adesão plena à FIJ é aberta apenas a sindicatos de jornalistas. Outras entidades dedicadas a jornalistas ou à liberdade de imprensa podem ser admitidas como membros associados. A FIJ organiza o Labour Rights Expert Group (Grupo de Especialistas em Direitos Trabalhistas) europeu.
A FIJ é membro fundadora do Intercâmbio Internacional de Liberdade de Expressão, uma rede global network de mais de 70 organizações não-governamentais que monitorizam violações à liberdade de imprensa e de expressão no mundo e faz campanha para defender jornalistas, escritores, usuários de Internet e outras vítimas de perseguição por exercerem direito a expressão.
A entidade também é membro do Grupo de Monitoramento da Tunísia, uma coalizão de 15 organizações de defesa da liberdade de expressão que pressiona o governo tunisiano a melhorar sua situação de respeito a direitos humanos.

## Monitorização global de assassinatos de jornalistas
Desde 1994, a FIJ publica um relatório anual que documenta casos de assassinatos de jornalistas e funcionários de veículos de mídia ao longo daquele ano. A entidade usa a informação para fazer campanha por maior segurança para jornalistas, particularmente repórteres locais e freelancers, e equipes de apoio que carecem de recursos para se protegerem em zonas de conflito. Os relatórios anuais são mantidos arquivados e disponíveis ao público neste website.

## Fundo de Segurança aos Jornalistas
A IFJ Safety Fund foi fundada em Janeiro de 1992 e tem vindo a tornar-se reconhecida internacionalmente como uma importante fonte de suporte para jornalistas que são vitimas de diversas ameaças. É o único fundo de assistência internacional para jornalistas criado por jornalistas.
The Safety Fund is an integral part of the IFJ Safety Programme which includes casework, protests, campaigns, provision of information and production of various publications. As the Safety Fund provides immediate financial relief to a particular journalist, the Safety Programme strives all year round to highlight and improve the plight of all journalists.

## International News Safety Institute
A IFJ, in co-operation with the International Press Institute, and more than 100 other professional organisations, press freedom groups, international media, and national journalists' associations came together at the beginning of 2003 to establish a global media safety network - the International News Safety Institute. Launched on World Press Freedom Day, the institute is dedicated to the safety of journalists and media staff and committed to fighting the persecution of journalists everywhere. It also promotes safety standards that will make journalism safer and more professional.